# Miss Universo 2019
Miss Universo 2019, la 68.ª edición del concurso Miss Universo, se llevó a cabo en los Tyler Perry Studios en Atlanta, Georgia (Estados Unidos) el 8 de diciembre de 2019.
Representantes provenientes de noventa países y territorios compitieron por el título. Al final del evento, Miss Universo 2018, Catriona Gray de Filipinas coronó como su sucesora a Zozibini Tunzi de Sudáfrica. Es la tercera –y más reciente– victoria de Sudáfrica, después de las de 1978 y 2017. Tunzi se convirtió en la primera representante negra de su país en ganar, y la primera ganadora negra desde Leila Lopes (Miss Universo 2011).
El concurso fue presentado por Steve Harvey por quinto año consecutivo, con Miss Universo 2012 Olivia Culpo y Vanessa Lachey como corresponsales tras bambalinas. Ally Brooke actuó en esta edición.
La competencia también presentó el estreno de la nueva corona Power of Unity (poder de la unidad) de Mouawad, elaborada en oro de 18 quilates y 1,770 diamantes, incluyendo un diamante canario dorado tallado en forma de escudo en el centro que pesa 62.83 quilates. Se dice que la corona vale $5 millones.

## Antecedentes

### Sede y fecha
En diciembre de 2018, el político y empresario filipino Chavit Singson, del Grupo LCS de Empresas, quien financió Miss Universo 2016, declaró que la edición de 2019 del concurso se llevaría a cabo en Seúl (Corea del Sur) que anteriormente había sido sede de Miss Universo 1980. Agregó que asistiría en los preparativos para la competencia en Corea del Sur, aunque los detalles no estaban finalizados; la Organización Miss Universo nunca había confirmado esto.
Más tarde, en abril de 2019, se informó que tanto Filipinas como Río de Janeiro (Brasil) estaban interesados en ser los anfitriones de la competencia. El interés en Filipinas creció después de la victoria de la filipina Catriona Gray en Miss Universo 2018, con la esperanza de coronar a su sucesora en su país natal, al igual que lo hizo Pia Wurtzbach en Miss Universo 2016. Mientras tanto, Río de Janeiro sería declarada Capital Mundial de la Arquitectura por la Unesco para 2020, y estaba buscando albergar más eventos internacionales en la ciudad en anticipación a este título. En agosto de 2019, también se informó que Israel estaba interesado en ser el anfitrión del concurso. Con un plan creado por los productores Danny Benaim y Assaf Blecher, surgieron conversaciones sobre la posibilidad de que Israel fuera el anfitrión del concurso después de que Tel Aviv organizara con éxito el Festival de la Canción de Eurovisión 2019. Declararon que Israel también estaba interesado en albergar el concurso en los próximos dos años. Más tarde, el país fue el anfitrión de Miss Universo 2021 en Eilat.
En mayo de 2019, Richelle Singson-Michael, la hija de Chavit Singson, declaró que Filipinas era uno de los varios países que ofertaban para ser el anfitrión de la competencia de 2019, y que el negocio familiar LCS Group estaba comprometido a organizar el evento bien en Filipinas o en Corea del Sur.
El 31 de octubre de 2019, la Organización Miss Universo confirmó que la competencia se llevaría a cabo en los Tyler Perry Studios en Atlanta, Georgia (Estados Unidos) el 8 de diciembre de 2019.

### Selección de candidatas

#### Reemplazos
Angeline Flor Pua, Miss Bélgica 2018, fue designada para representar a Bélgica después de que Elena Castro Suarez, Miss Bélgica 2019, eligió competir en Miss Mundo 2019. Maëva Coucke, Miss Francia 2018, fue designada para el título por la organización Miss Francia después de que Vaimalama Chaves, Miss Francia 2019, optó por no competir en un concurso internacional. Vartika Singh de la India, quien previamente representó a la India en Miss Grand Internacional 2015, fue designada para representar a la India por la organización Miss Diva. Olga Buława, Miss Polski 2018, fue seleccionada para representar a Polonia por la organización Miss Polski después de que la organización Miss Polonia renunciara a la franquicia. Fiona Tenuta de Uruguay fue designada por Osmel Sousa, el director nacional de Miss Universo Uruguay, a través de un proceso de casting después de que no pudieron encontrar patrocinadores suficientes para realizar una competencia real. Hoàng Thị Thùy, la primera finalista en el concurso Miss Universo Vietnam 2017, fue designada para representar a Vietnam después de una selección interna por parte de Dương Trương Thiên Lý, la directora nacional del país.
Anyella Grados originalmente iba a representar a Perú en Miss Universo, pero fue destituida después de un escándalo en el que surgieron videos de ella mostrando que estaba ebria y vomitando en público. Debido a la destitución de Grados, se llevó a cabo una edición especial de Miss Perú 2019 para seleccionar a la nueva representante. Kelin Rivera fue la ganadora.

#### Debuts, regresos y retiros
Esta edición marcó los debuts de Bangladés y Guinea Ecuatorial, y los regresos de Lituania, Rumania, Sierra Leona y Tanzania. Lituania compitió por última vez en 2014, Sierra Leona en 2016, y las demás en 2017. Ghana, Grecia, Guatemala, Hungría, Kirguistán, Líbano, Rusia, Sri Lanka, Suiza y Zambia se retiraron. Antes del concurso, la organización Miss Universo Ghana fue suspendida temporalmente y reanudó operaciones en 2020. Erika Kolani de Grecia no pudo competir por razones no reveladas. Líbano se retiró de la competencia después de que el concurso Miss Líbano 2019 fue pospuesto continuamente y finalmente cancelado debido a las protestas en el país. Alina Sanko, Miss Rusia 2019, originalmente iba a ser enviada tanto a Miss Universo como a Miss Mundo 2019, pero no pudo hacerlo debido a que las fechas coincidían. La organización Miss Rusia no pudo finalizar los planes de reemplazo para Miss Universo debido a la cantidad de tiempo que tardó la Organización Miss Universo en publicar detalles sobre su fecha y lugar, lo que dificultó que la representante rusa obtuviera una visa estadounidense. Sin embargo, Sanko compitió en Miss Universo 2020. Zambia se retiró de la competencia después de que Didia Mukwala, Miss Universo Zambia 2019, y la organización Miss Universo Zambia no pudieron reservar el viaje de Mukwala a Atlanta debido a la situación financiera de su organización.
Swe Zin Htet de Birmania se convirtió en la primera mujer abiertamente lesbiana en competir en Miss Universo después de salir del armario días antes de la noche final.

## Resultados

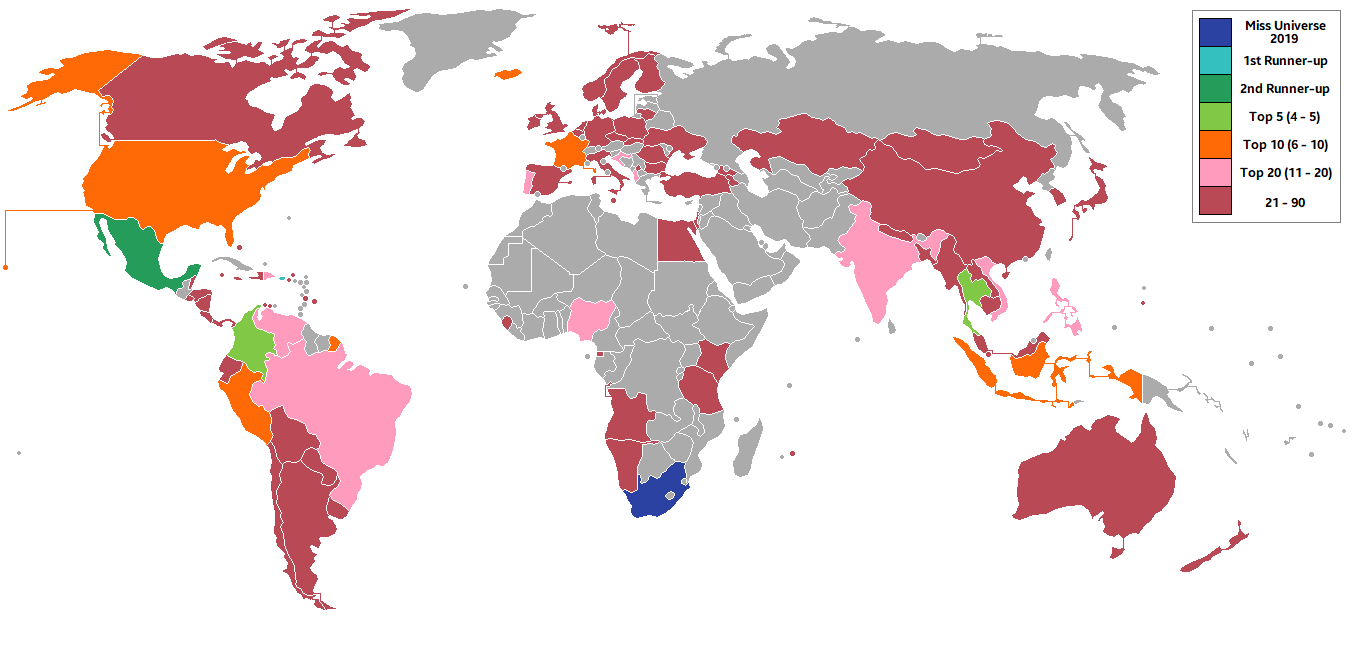
Países y territorios que enviaron candidatas y resultados para Miss Universo 2019

| Posición                  | Candidata |
| ------------------------- | --- |
| Miss Universo 2019        | - Sudáfrica - Zozibini Tunzi |
| Primera finalista         | - Puerto Rico - Madison Anderson |
| Segunda finalista         | - México - Sofía Aragón |
| Finalistas (Top 5)        | - Colombia - Gabriela Tafur - Tailandia - Paweensuda Drouin |
| Semifinalistas (Top 10)   | - Estados Unidos - Cheslie Kryst † - Francia - Maëva Coucke - Indonesia - Frederika Cull - Islandia - Birta Þórhallsdóttir - Perú - Kelin Rivera |
| Cuartofinalistas (Top 20) | - Albania - Cindy Marina - Brasil - Júlia Horta - Croacia - Mia Rkman - Filipinas - Gazini Ganados - India - Vartika Singh - Nigeria - Olutosin Araromi - Portugal - Sylvie Silva - República Dominicana - Clauvid Daly - Venezuela - Thalía Olvino - Vietnam - Hoàng Thùy |

### Premios especiales
| Premio               | Candidata                    |
| -------------------- | ---------------------------- |
| Mejor traje nacional | - Filipinas - Gazini Ganados |
| Miss Simpatía        | - Polonia - Olga Buława      |

## El concurso

### Formato
Al igual que en 2018, se eligieron veinte cuartofinalistas a través de la competencia preliminar, compuesta por las competencias de traje de baño y de noche, y entrevistas a puerta cerrada. Después de una ausencia de dos años, la votación por Internet regresó, y el público pudo votar a una candidata para que ingresara al top veinte a través de la votación en línea. El formato continental regresó por tercer año consecutivo, con cinco cuartofinalistas de América, Europa, África y Asia-Pacífico, y comodines provenientes de cualquier región continental. Las veinte cuartofinalistas compitieron en la ronda de declaración de apertura (opening statement), introducida en 2018, en la que cada cuartofinalistas presentó una breve introducción sobre sí misma y sus plataformas. Posteriormente, diez semifinalistas avanzaron para competir en las rondas de traje de baño y traje de noche. De diez, cinco finalistas fueron elegidas para competir en la primera ronda de preguntas y respuestas, mientras que tres finalistas fueron elegidas para competir en la ronda de la última palabra (final word). Las tres finalistas también presentaron sus declaraciones finales (final statements) antes de la coronación. Fue la primera vez que se utilizó la ronda de declaración final, reemplazando la porción de la pasada final.

### Comité de selección
El comité de selección estuvo conformado por las siguientes ocho personas:
- Gaby Espino, actriz venezolana[39]
- Sazan Hendrix, empresaria estadounidense y personalidad de redes sociales[40]
- Riyo Mori, Miss Universo 2007 de Japón[41]
- Cara Mund, Miss America 2018[42]
- Bozoma Saint John, empresaria estadounidense y ejecutiva de marketing[43]
- Crystle Stewart, Miss USA 2008[44]
- Paulina Vega, Miss Universo 2014 de Colombia[45]
- Olivia Jordan, Miss USA 2015(solo como jueza preliminar)[46][47]

## Candidatas
Noventa candidatas compitieron por el título.
| País/Territorio                      | Candidata                  | Edad | Procedencia            | Grupo continental      |
| ------------------------------------ | -------------------------- | ---- | ---------------------- | ---------------------- |
| Albania                              | Cindy Marina               | 21   | Shkodër                | Europa                 |
| Alemania                             | Miriam Rautert             | 23   | Berlín                 | Europa                 |
| Angola                               | Salett Miguel              | 20   | Luanda                 | África                 |
| Argentina                            | Mariana Varela             | 23   | Avellaneda             | América                |
| Armenia                              | Dayana Davtyan             | 21   | Ararat                 | Europa                 |
| Aruba                                | Danna García               | 21   | Palm Beach             | América                |
| Australia                            | Priya Serrao               | 27   | Melbourne              | África y Asia-Pacífico |
| Bahamas                              | Tarea Bianca Sturrup       | 24   | Nasáu                  | América                |
| Bangladés                            | Shirin Akter Shela         | 20   | Thakurgaon             | África y Asia-Pacífico |
| Barbados                             | Shanel Marie Ifill         | 20   | Bridgetown             | América                |
| Bélgica                              | Angeline Flor Pua          | 24   | Amberes                | Europa                 |
| Belice                               | Destinée Arnold            | 26   | Distrito de Cayo       | América                |
| Birmania                             | Swe Zin Htet               | 20   | Rangún                 | África y Asia-Pacífico |
| Bolivia                              | Fabiana Hurtado            | 21   | San Ignacio de Velasco | América                |
| Brasil                               | Júlia Horta                | 25   | Juiz de Fora           | América                |
| Bulgaria                             | Lora Slavcheva Asenova     | 25   | Byala Slatina          | Europa                 |
| Camboya                              | Somnang Alyna              | 18   | Siem Riep              | África y Asia-Pacífico |
| Canadá                               | Alyssa Boston              | 24   | Tecumseh               | América                |
| Chile                                | Geraldine González         | 20   | Santiago               | América                |
| China                                | Zhu Xin                    | 26   | Shijiazhuang           | África y Asia-Pacífico |
| Colombia                             | Gabriela Tafur             | 24   | Cali                   | América                |
| Corea del Sur                        | Lee Yeon-joo               | 25   | Incheon                | África y Asia-Pacífico |
| Costa Rica                           | Paola Chacón               | 28   | San José               | América                |
| Croacia                              | Mia Rkman                  | 22   | Korčula                | Europa                 |
| Curazao                              | Kyrsha Attaf               | 22   | Willemstad             | América                |
| Dinamarca                            | Katja Timova               | 23   | Odense                 | Europa                 |
| Ecuador                              | Cristina Hidalgo           | 22   | Guayaquil              | América                |
| Egipto                               | Diana Hamed                | 24   | El Cairo               | África y Asia-Pacífico |
| El Salvador                          | Zuleika Soler              | 25   | La Unión               | América                |
| Eslovaquia                           | Laura Longauerová          | 24   | Detva                  | Europa                 |
| España                               | Natalie Ortega             | 20   | Barcelona              | Europa                 |
| Estados Unidos                       | Cheslie Kryst              | 28   | Charlotte              | América                |
| Filipinas                            | Gazini Ganados             | 23   | Talísay                | África y Asia-Pacífico |
| Finlandia                            | Anni Harjunpää             | 23   | Tampere                | Europa                 |
| Francia                              | Maëva Coucke               | 25   | Lille                  | Europa                 |
| Georgia                              | Tako Adamia                | 25   | Sujumi                 | Europa                 |
| Gran Bretaña                         | Emma Jenkins               | 27   | Llanelli               | Europa                 |
| Guam                                 | Sissie Luo                 | 18   | Tumon                  | África y Asia-Pacífico |
| Guinea Ecuatorial                    | Serafina Eyene             | 20   | Niefang                | África y Asia-Pacífico |
| Haití                                | Gabriela Clesca Vallejo    | 26   | Pétion-Ville           | América                |
| Honduras                             | Rosemary Arauz             | 26   | San Pedro Sula         | América                |
| India                                | Vartika Singh              | 26   | Lucknow                | África y Asia-Pacífico |
| Indonesia                            | Frederika Cull             | 20   | Yakarta                | África y Asia-Pacífico |
| Irlanda                              | Fionnghuala O'Reilly       | 26   | Dublín                 | Europa                 |
| Islandia                             | Birta Abiba Þórhallsdóttir | 20   | Mosfellsbær            | Europa                 |
| Islas Caimán                         | Kadejah Bodden             | 23   | Bodden Town            | América                |
| Islas Vírgenes Británicas            | Bria Smith                 | 26   | Tórtola                | América                |
| Islas Vírgenes de los Estados Unidos | Andrea Piecuch             | 28   | Charlotte Amalie       | América                |
| Israel                               | Sella Sharlin              | 23   | Beit She'an            | África y Asia-Pacífico |
| Italia                               | Sofia Trimarco             | 20   | Buccino                | Europa                 |
| Jamaica                              | Iana Tickle Garcia         | 19   | Montego Bay            | América                |
| Japón                                | Ako Kamo                   | 22   | Tokio                  | África y Asia-Pacífico |
| Kazajistán                           | Alfïya Yersaiyn            | 18   | Atirau                 | Europa                 |
| Kenia                                | Stacy Michuki              | 18   | Nairobi                | África y Asia-Pacífico |
| Kosovo                               | Fatbardha Hoxha            | 21   | Prizren                | Europa                 |
| Laos                                 | Vichitta Phonevilay        | 23   | Vientián               | África y Asia-Pacífico |
| Lituania                             | Paulita Baltrušaitytė      | 21   | Vilna                  | Europa                 |
| Malasia                              | Shweta Sekhon              | 21   | Kuala Lumpur           | África y Asia-Pacífico |
| Malta                                | Teresa Ruglio              | 22   | Sliema                 | Europa                 |
| Mauricio                             | Ornella LaFlèche           | 21   | Beau Bassin-Rose Hill  | África y Asia-Pacífico |
| México                               | Sofía Aragón               | 25   | Guadalajara            | América                |
| Mongolia                             | Gunzaya Bat-Erdene         | 25   | Ulán Bator             | África y Asia-Pacífico |
| Namibia                              | Nadja Breytenbach          | 24   | Windhoek               | África y Asia-Pacífico |
| Nepal                                | Pradeepta Adhikari         | 23   | Katmandú               | África y Asia-Pacífico |
| Nicaragua                            | Inés López Sevilla         | 19   | Managua                | América                |
| Nigeria                              | Olutosin Araromi           | 26   | Lagos                  | África y Asia-Pacífico |
| Noruega                              | Helene Abildsnes           | 21   | Kristiansand           | Europa                 |
| Nueva Zelanda                        | Diamond Langi              | 27   | Auckland               | África y Asia-Pacífico |
| Países Bajos                         | Sharon Pieksma             | 24   | Róterdam               | Europa                 |
| Panamá                               | Mehr Eliezer               | 22   | Ciudad de Panamá       | América                |
| Paraguay                             | Ketlin Lottermann          | 25   | Santa Rita             | América                |
| Perú                                 | Kelin Rivera               | 26   | Arequipa               | América                |
| Polonia                              | Olga Buława                | 28   | Świnoujście            | Europa                 |
| Portugal                             | Sylvie Silva               | 20   | Guimarães              | Europa                 |
| Puerto Rico                          | Madison Anderson           | 24   | Toa Baja               | América                |
| República Checa                      | Barbora Hodačová           | 24   | Teplice                | Europa                 |
| República Dominicana                 | Clauvid Daly               | 18   | Punta Cana             | América                |
| Rumania                              | Dorina Chihaia             | 26   | Iasi                   | Europa                 |
| Santa Lucía                          | Bebiana Mangal             | 23   | Castries               | América                |
| Sierra Leona                         | Marie Esther Bangura       | 22   | Freetown               | África y Asia-Pacífico |
| Singapur                             | Mohanaprabha Selvam        | 24   | Singapur               | África y Asia-Pacífico |
| Sudáfrica                            | Zozibini Tunzi             | 26   | Mhlontlo               | África y Asia-Pacífico |
| Suecia                               | Lina Ljungberg             | 22   | Norrköping             | Europa                 |
| Tailandia                            | Paweensuda Drouin          | 26   | Bangkok                | África y Asia-Pacífico |
| Tanzania                             | Shubila Stanton            | 23   | Morogoro               | África y Asia-Pacífico |
| Turquía                              | Bilgi Nur Aydoğmuş         | 23   | Estambul               | Europa                 |
| Ucrania                              | Anastasiia Subbota         | 26   | Zaporiyia              | Europa                 |
| Uruguay                              | Fiona Tenuta               | 21   | Punta del Este         | América                |
| Venezuela                            | Thalía Olvino              | 20   | Valencia               | América                |
| Vietnam                              | Hoàng Thị Thùy             | 27   | Thanh Hóa              | África y Asia-Pacífico |